# パウル・レー
パウル・ルートヴィヒ・カール・ハインリヒ・レー（Paul Ludwig Carl Heinrich Rée、1849年11月21日-1901年10月28日）は、ドイツの経験主義の哲学者、後に医師となった。生まれは、ポンメルンのバルテルスハーゲンである。

## 生涯

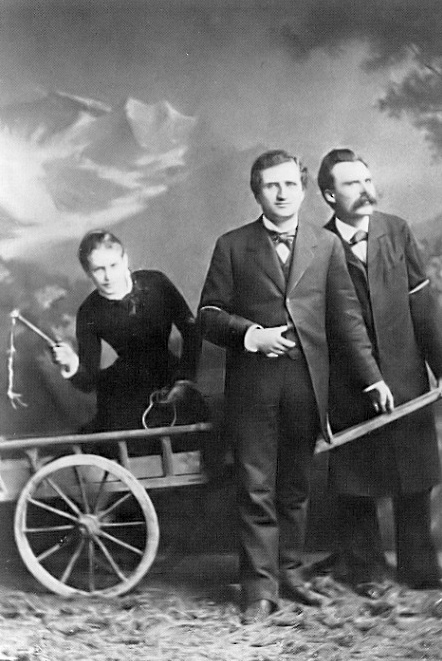
パウル・レー（真ん中）とルー・アンドレアス・ザロメ、フリードリッヒ・ニーチェ、写真館で戯れで撮影。当時彼らの「三角関係」を風刺する内容として、その名も「三位一体」という名が付いている。アンチクリストを掲げたニーチェ対して、ちくりとするタイトルでもある。

レーは、騎士領を所有する一家の次男として生まれる。家族はユダヤ系で、宗教はプロテスタントであった。彼は、ライプツィヒなどで学ぶ。父親の希望によりまず法学を学んだが、のち専門を哲学に変更した。一年志願兵として普仏戦争に従軍するも、まもなく負傷し、退役。
1875年学位論文として「アリストテレスの道徳哲学における美（人倫的価値）の概念について」を執筆。教授資格論文を仕上げて学界で足場を築きたいという彼の試みは、1877年に潰えることとなった。既に1873年、彼はバーゼルでフリードリッヒ・ニーチェの知己を得て、1875年には２人の間には友情のようなものが芽生えていた。1886年-1877年の冬には、彼はニーチェ、アルベルト・ブレンナー、そしてマルヴィーダ・フォン・マイゼンブークと共に、マイゼンブークの招きでソレントに滞在し、共に哲学的な討議を持ち、論文を執筆しようとした。ここから生まれたのが、レーの著書『道徳的感覚の起源』（Der Ursprung der moralischen Empfindungen）である。
1882年のイタリア旅行の際に、レーはルー・アンドレアス・ザロメに出会う。彼女もまた女流作家マルヴィーダ・フォン・マイゼンブークの交友グループの中の１人であった。レーは、ニーチェと同様ルーに強く惹かれるものを感じた。数ヶ月の間、三角関係の軋轢の後、レーは結局ニーチェと仲たがいに及ぶ。ルーとレーは、その後も1885年まで一緒にベルリンで生活を共にしたが、恋人同士の関係には至らなかった。
教授資格論文が不首尾に終わった後、レーは1885年、36歳で医学の勉強を始める。これは1890年立派に修了にいたり、その後人生を彼は西プロイセンのスティッベ（Stibbe）そこで彼は医師として開業し、彼の兄ゲオルグの騎士領の領民の健康を診た。
1900年、兄が騎士領を手放したため、パウル・レーは、スイスのセレリナ（Celerina）に移る。ここでも開業し、土地の人たちを診察した。1901年10月28日、彼は山歩きの途中、事故で谷に転落し、亡くなった。これが事実、事故であったのか、はたまた自殺であったのかは解明されていない。

## 哲学
レーの哲学は、人間の心を経験主義的な考察によりその仮面を剥ぐといったもので、特に道徳的な感覚についての考察が特徴となっている。
『道徳的な感覚の起源』においては、彼はすべての行為を利己主義的なものとそうでないものに分けている。前者は、根源的に他人を傷つけることになるので罪ありとされ、後者は共同体に益をもたらすので賞賛される。こうした評価の根拠は、いまや等閑にされ、人は利己主義をそれ自体で悪しきものとし、無私の情をそれ自体で良きものとしている、とレーは言う。
フリードリッヒ・ニーチェは、その手法を引き継いだが、ニーチェの著『道徳の系譜』では、レーの帰結を、あまりに単純で素朴な功利主義的な観点に基づいているに過ぎないと批判した。

## 著作
- Psychologische Beobachtungen（心理学的考察）, 1875
- Der Ursprung der moralischen Empfindungen（道徳的感覚の起源）, 1877
- Die Entstehung des Gewissens（良心の成立）, 1885
- Die Illusion der Willensfreiheit（意志の自由という幻想）, 1885

## 文献
- Lütkehaus, Lutger: Ein heiliger Immoralist: Paul Rée (1849-1901). - Marburg: Basilisken-Pr., 2001. - ISBN 3-925347-64-X